# Kishi Araltöbe Aralyq
Kishi Araltöbe Aralyq är en ö i Kazakstan.   Den ligger i oblystet Östkazakstan, i den östra delen av landet, 900 km sydost om huvudstaden Astana.